# (50413) Petrginz
(50413) Petrginz es un asteroide que forma parte del cinturón de asteroides y fue descubierto por Miloš Tichý y Jana Tichá el 27 de febrero de 2000 desde el Observatorio Kleť, cerca de České Budějovice, República Checa.

## Designación y nombre
Recibió inicialmente la designación de 2000 DQ1.
Fue nombrado en recuerdo de Petr Ginz (1928-1944) un niño judío nacido en Praga interesado en la escritura y la pintura y amante de las obras de Julio Verne. Durante 1942-1944 editó una revista secreta Vedem en el gueto de Terezín. Su dibujo Paisaje lunar fue tomado por Ilan Ramon a bordo del vuelo final del transbordador espacial Columbia.

## Características orbitales
(50413) Petrginz orbita a una distancia media de 2,720 ua del Sol, pudiendo acercarse hasta 2,257 ua y alejarse hasta 3,184 ua. Tiene una inclinación orbital de 9,963 grados y una excentricidad de 0,170. Emplea 1638,90 días en completar una órbita alrededor del Sol. El movimiento de Petrginz sobre el fondo estelar es de 0,2197 grados por día.

## Características físicas
La magnitud absoluta de Petrginz es 14,86. Tiene 3,308 km de diámetro y su albedo se estima en 0.308.